# قطار أنفاق هامبورغ (أو- بان)
يُعد قطار الأنفاق في هامبورغ أو شبكة مساريب هامبورغ نظام نقل سريع يخدم مدينة هامبورغ، ونوردرشتيدت، وآرنسبورغ في ألمانيا. على الرغم من أن التسمية الألمانية لقطار الأنفاق "أو-بان" تُفهم عادةً على أنها اختصار لكلمة "أونترغروند" الألمانية التي تعني "تحت الأرض"، فإن معظم مسارات هذا النظام تقع فوق سطح الأرض. يرتبط هذا النظام بشبكة قطارات الإس الخاصة بالمدينة، والتي تتضمن أيضًا أجزاءً تحت الأرض. تشغل شبكة قطار الأنفاق في هامبورغ شركة "هامبورغر هوخبان" والتي تعد ضمن اتحاد النقل في هامبورغ (ها فاو فاو). تم افتتاح النظام في فبراير عام 1912.  ويتألف من أربعة خطوط تخدم 93 محطة، بطول إجمالي يبلغ 106.4 كيلومترًا حسب بيانات عام 2019.

## التاريخ
في عام 1906، منح مجلس شيوخ هامبورغ عقد إنشاء السكك الحديدية التي فوق الأرض والتي تحت الأرض لشركتي سيمنز وهالسكي وشركة الكهرباء العامة في برلين. تم الانتهاء من الجزء الأول في 7 أكتوبر 1906. تلا ذلك في عام 1911 تأسيس شركة هامبورغر هوخبان المساهمة (الاختصار الألماني لها HHA). وبذلك أصبحت هامبورغ ثالث مدينة ألمانية بعد برلين عام 1902 وشونبرغ عام 1910 تمتلك قطار أنفاق (في حين كان يُعرف حينها باسم السكك الحديدية المرتفعة وتحت الأرض، نظرًا لأن معظم مساراته إما مرتفعة أو في أنفاق، وليس على مستوى الشوارع).
تمت مناقشة بناء هذا النوع من السكك الحديدية لفترة طويلة، وفي الوقت ذاته تم النظر في إنشاء قطار مرتفع. وفي عام 1906، بدأ العمل في مسار دائري يربط محطة هامبورغ الرئيسية (النطق الألماني هاوبتبانهوف) بمحطات بيرلينرتور، بارمبك، كيليغهوزن شتراسه، شلومب، لانغونغسبروكن (كانت تُعرف سابقًا باسم هافينتور) وراتهاوس، ثم يعود إلى محطة هامبورغ الرئيسية، مع فروع تصل إلى أحياء إيمسبوتل، أولسدورف، وروتنبرغسورت. وفي 15 فبراير 1912، تم افتتاح أول جزء للخط والذي أصبح لاحقًا خط السكة الحديدية الدائري بين محطة راتهاوس ومحطة بارمبك، وقد شمل هذا الجزء مقاطع تحت الأرض وأخرى مرتفعة.

## تطورات الشبكة
بحلول عام 1915، تم الانتهاء من خط السكة الحديدية الدائري والفروع الثلاثة التي تمتد من شارع كيليغهوزن إلى أولسدورف، ومن شلومب إلى هيلكامب (وهي محطة مهجورة اليوم بين أوستر- و لوتراثشتراسه)، ومن المحطة المركزية إلى روتنبرغسورت. وبحلول عام 1934، تم استكمال التمديدات من أولسدورف إلى أوخينتسول (خط لانغينهورنر)، ومن كيليغهوزن شتراسه إلى يونغفيرنشتيغ (خط كيل-يونغ)، بالإضافة إلى خط فالدورفر من بارمبك إلى غروسهانسدورف وأولشتدت.
في عام 1943، خلال الحرب العالمية الثانية، تعرض مترو الأنفاق لأضرار جسيمة خلال عملية "جوموره"، وهي الغارات الجوية التي شنها سلاح الجو الملكي البريطاني على هامبورغ في صيف ذلك العام. ولم يُعاد ترميم الجزء الممتد من محطة هامبورغ الرئيسية إلى روتنبرغسورت، بسبب تدمير الحي الذي كان يمر به بشكل كامل. 
بدأت إضافات جديدة على الشبكة اعتبارًا من عام 1960. تم تمديد خط كيل-يونغ عبر محطة ميسبيرغ ليصل إلى المحطة المركزية (النطق الألماني هاوبتبانهوف). وفي وقت لاحق، وفي عام 1962، وصل التمديد إلى واندسبيك ماركت، ثم في عام 1963 إلى واندسبيك-غارتنشتات. وبلغ الطول الإجمالي للشبكة حينها 67.9 كيلومترًا (42 ميلًا).
بدأ بناء خط دورشميساشتريكي (الخط القُطري) في عام 1963، وكان الهدف منه ربط منطقة بيلشتيد بمنطقة شتيلينغن. وشكل فرع إيمسبوتل الجزء الغربي من هذا الخط. تم تمديد هذا الفرع حتى حديقة حيوانات هاغنبيك في عام 1966. أما المحطة النهائية القائمة في هيلكامب فتم إغلاقها في عام 1964، وتم بناء محطة جديدة في شارع لوتراث شمال غربها.
تم افتتاح الخط الرابط بين بيرلينرتور وهورنررينبان في عام 1967. وفي نفس العام، تم تمديد هذا الخط الشرقي ليصل إلى شارع ليجين. وشملت التمديدات اللاحقة عام 1969 وصولًا إلى بيلشتيد، وفي عام 1970 باتجاه شارع ميركن. كما دخل التمديد بين أوخينتسول وغارستيد الخدمة في مايو 1969. وبهذا، بلغ الطول الإجمالي للشبكة 88.5 كيلومترًا (55 ميلًا).
أُنشئ جزء جديد أساسي من الخط أو2 بين شلومب وبيرلينر تور ليشكل رابطًا مباشرًا عبر وسط المدينة. تل ذلك أقسام دخلت الخدمة مثل القسم بين محطة هامبورغ الشمالية وبيرلينرتور في عام 1968، ثم الجزء الأخير مع منصتين جديدتين في أدنى مستوى بمحطة يونغفيرنشتيغ تحت بحيرة بينن الستر في عام 1973.
في عام 1985، تم تمديد القسم الممتد إلى حديقة حيوانات هاغنبيك ليصل إلى نيندورفماركت، وتم التمديد مرة أخرى في عام 1991 حتى نيندورفنورد. وفي عام 1990، افتُتح التمديد بين ميركنشتراسه وميوملمانسبرغ. كما تم افتتاح التمديد بين غارستيد ونوردشتيدت ميتّ في عام 1996، والذي حل محل الجزء الجنوبي من خط ألسترنورد.
في عام 2005، بلغ طول شبكة قطار الأنفاق في هامبورغ حوالي 100.7 كيلومترًا (63 ميلاً)، منها 40 كيلومترًا (25 ميلاً) تحت الأرض. وكانت تضم 89 محطة توقف.
في عام 2009، بدأ الخط أو3 من بارمبك، وقطع خط حلقي كامل، متولى بذلك القسم بين بيرلينر تور وبارمبك الذي كان يخدمه سابقًا الخط أو2. ولضمان سير الخدمة بسلاسة، كان من الضروري إعادة تصميم تخطيط السكة الحالي غرب بيرلينرتور.
في عام 2012، بدأ الخط أو4 العمل بين بيلشتيد وجامعة هافن سيتي، حيث يشترك في معظم مساره مع الخط أو2، مما زاد من وتيرة الخدمة على الخط المكتظ بين بيرلينرتور وبيلشتيد. وفي ديسمبر 2018، تم تمديد الخط أو4 شرقًا إلى منطقة إلبربروكن، موفّرًا بذلك اتصالًا مستقبليًا بشبكة قطارات الإس (إس-باهن). 

## المحطات

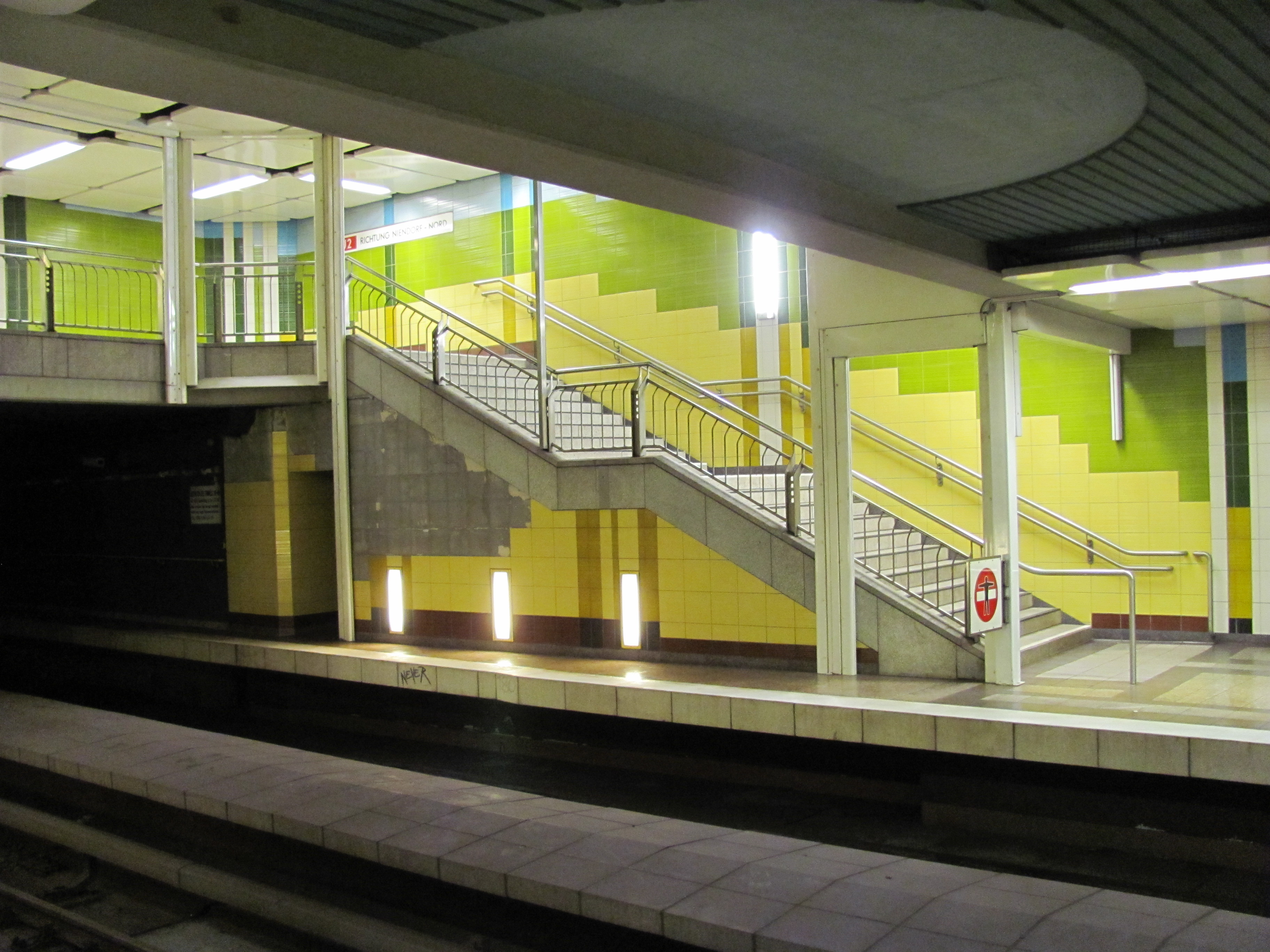
محطة شارع يواكيم-مال
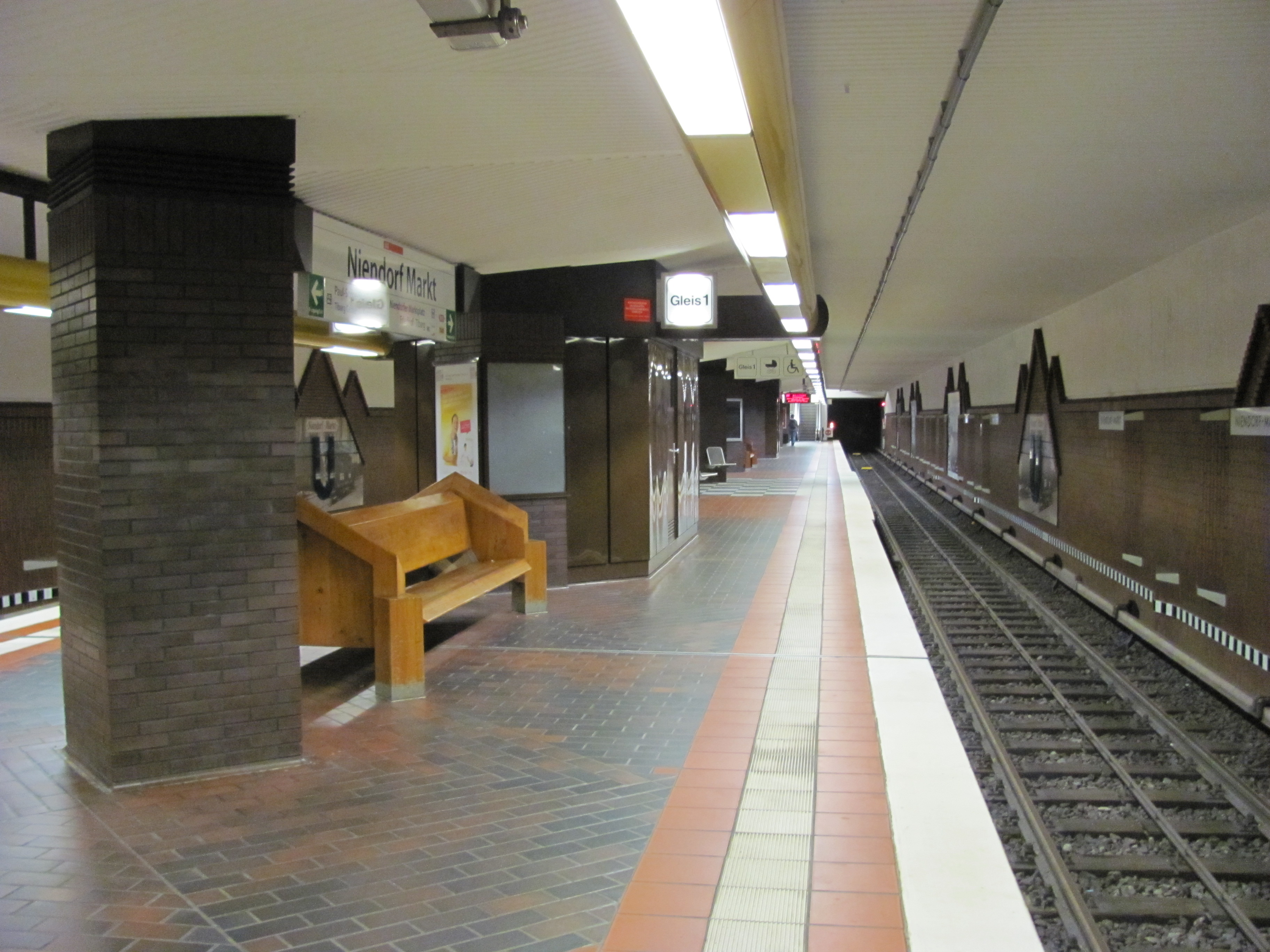
محطة نيندورفماركت
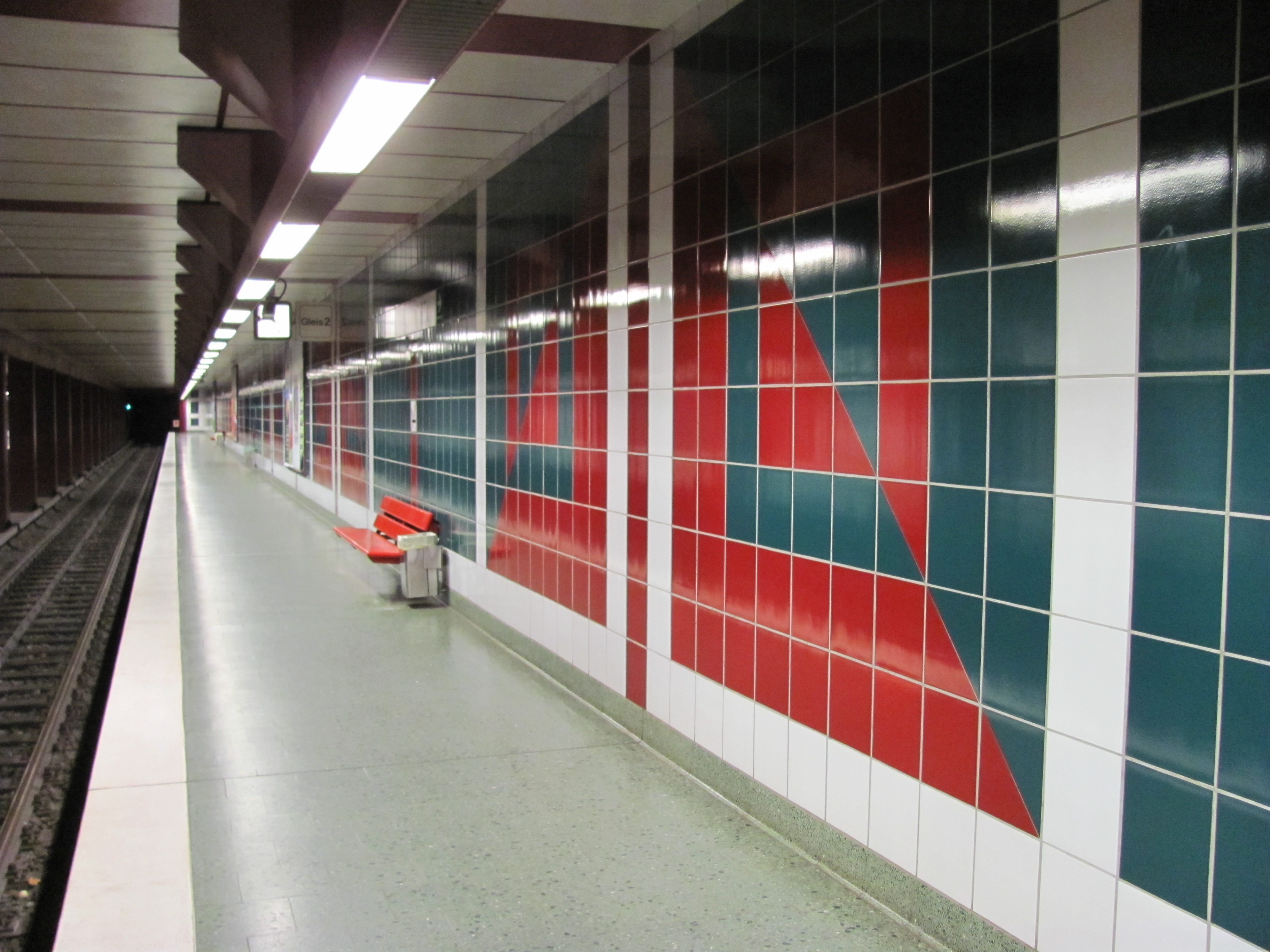
محطة هاجنديل
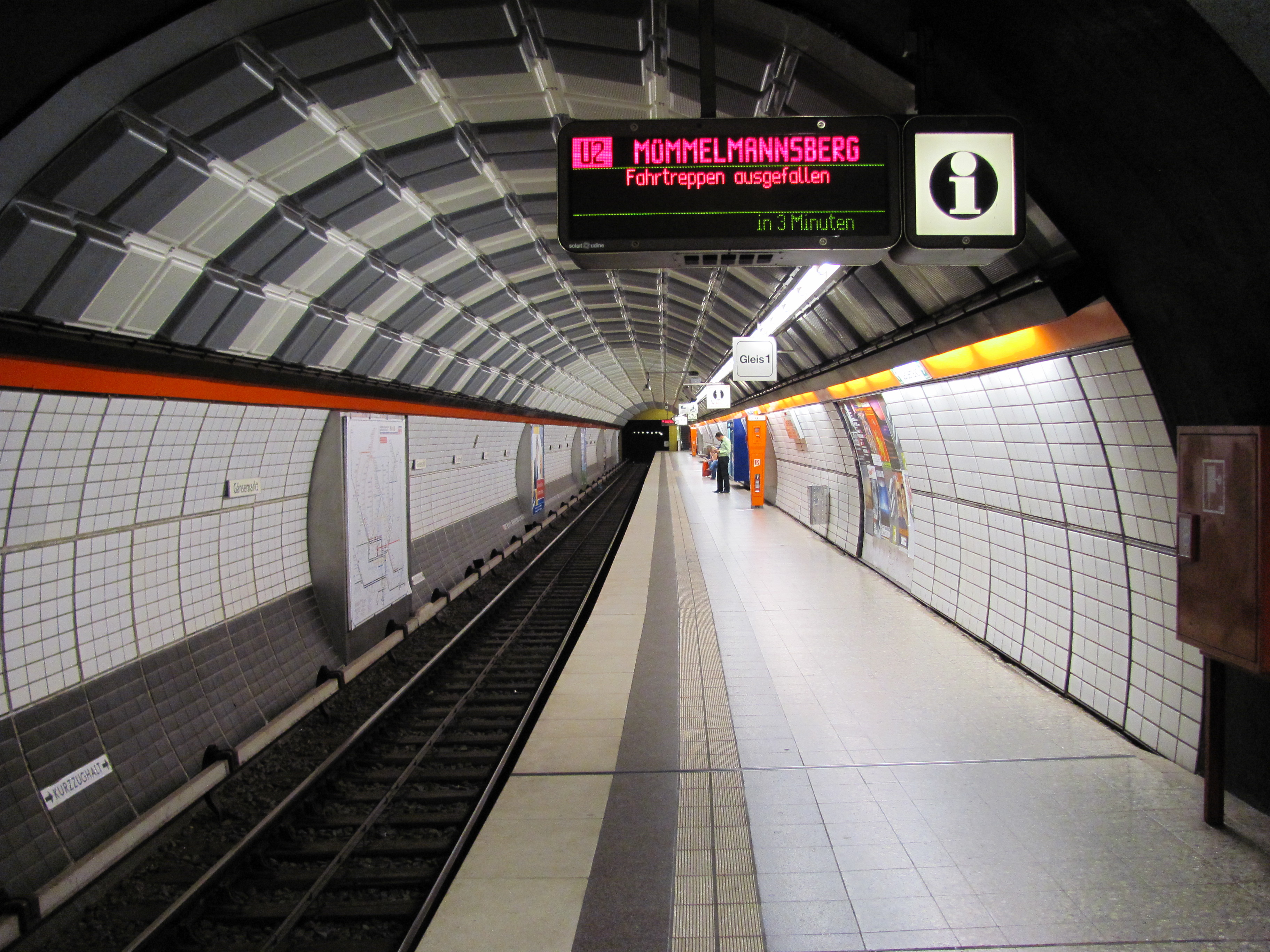
محطة غانسماركت
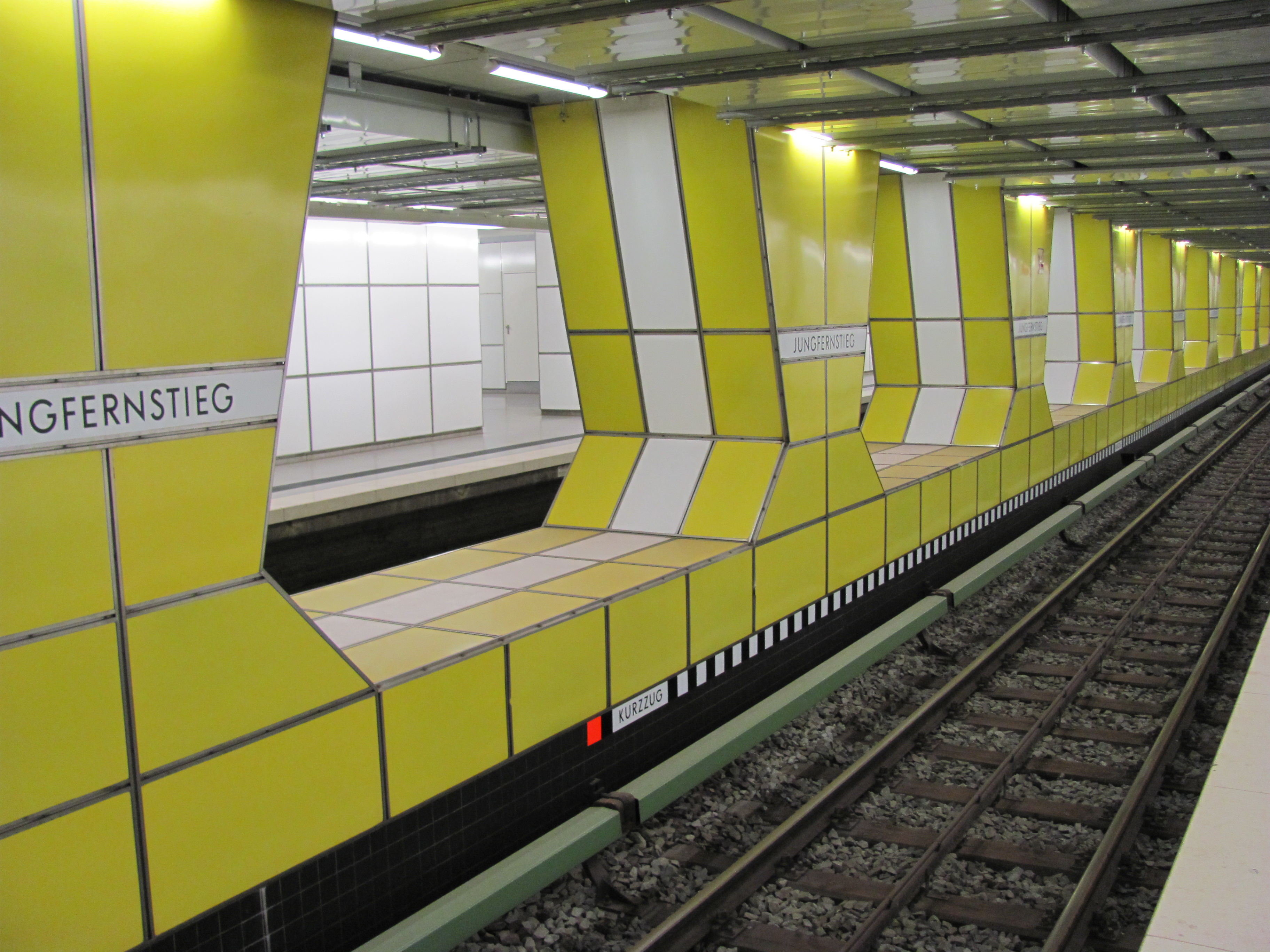
محطة يونغفيرنشتيغ
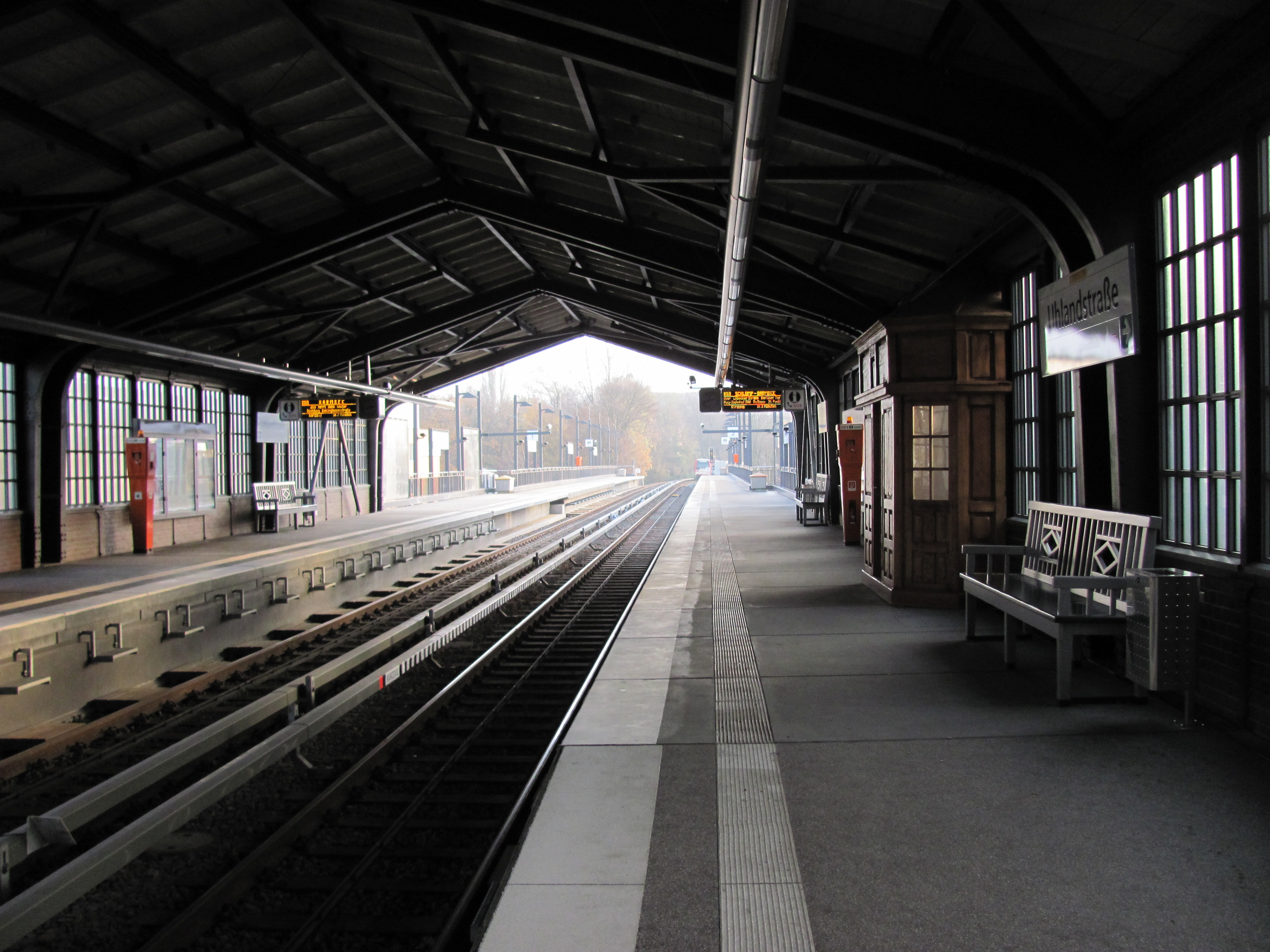
محطة شارع أولاند
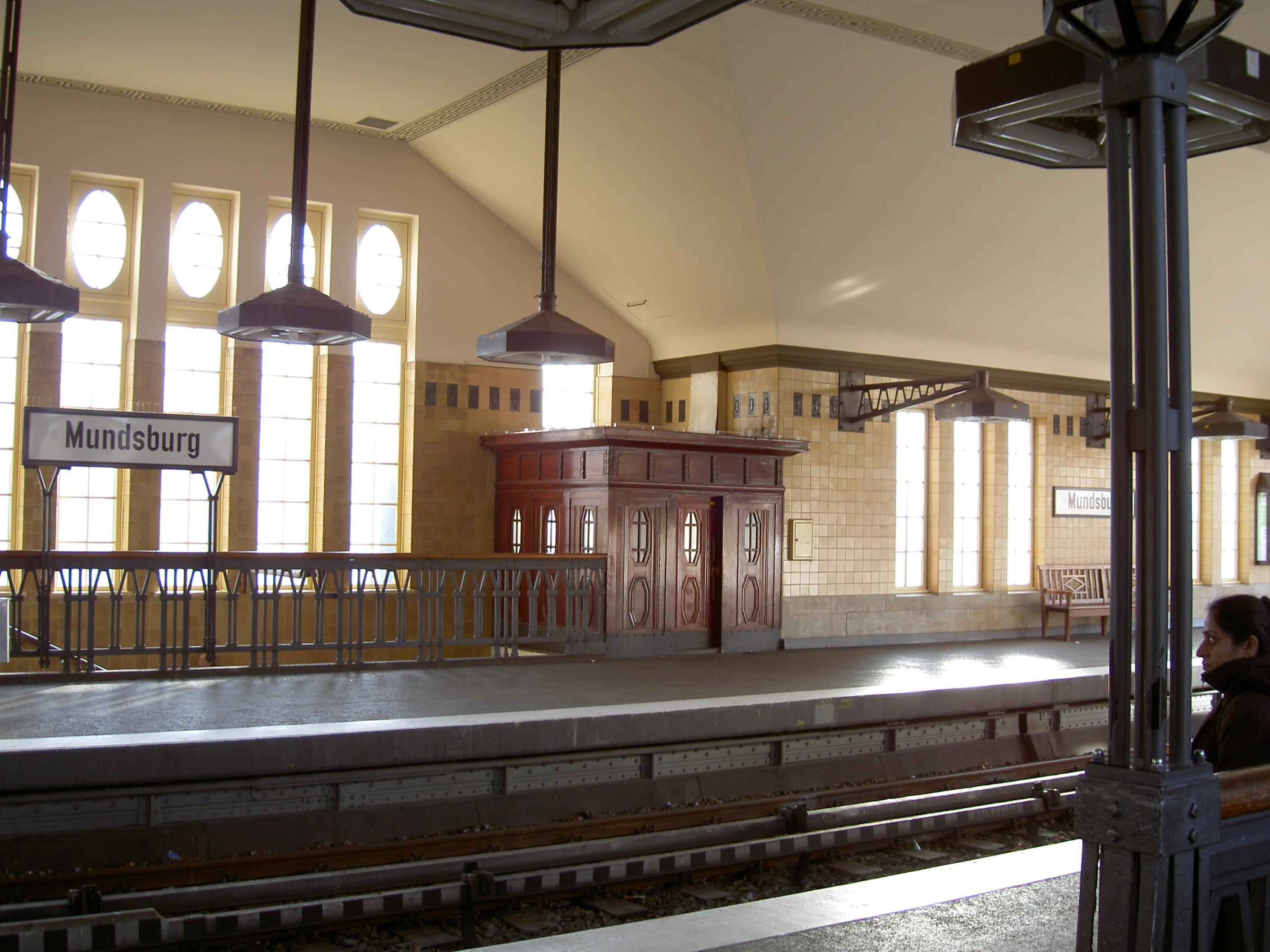
محطة موندسبورغ
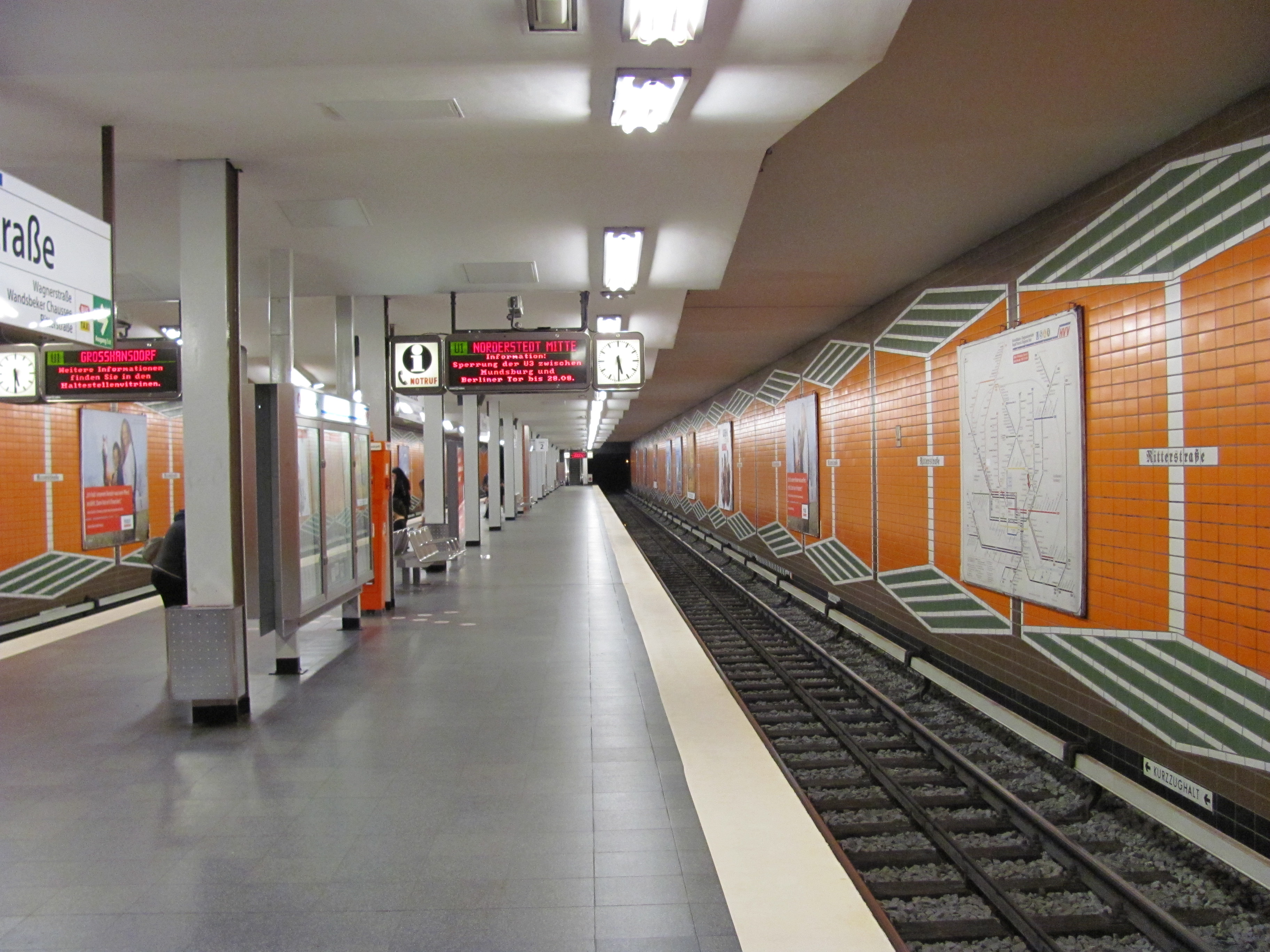
محطة شارع ريتر
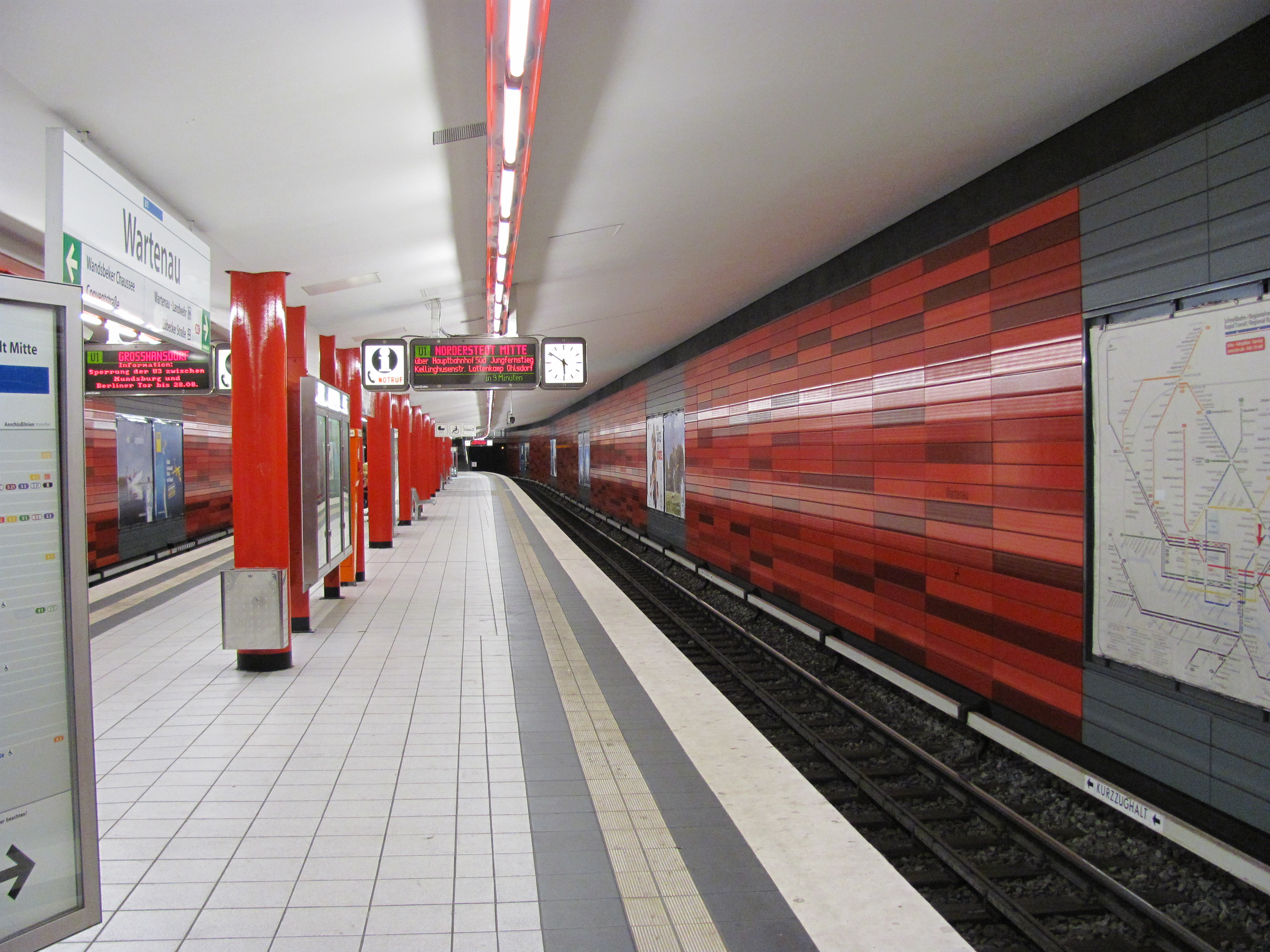
محطة فارتيناو